# Жан-Пол Белмондо
Жан-Пол Белмондо (фр. Jean-Paul Belmondo; Неји сир Сен, 9. април 1933 — Париз, 6. септембар 2021) био је француски глумац. Прославио се улогама у филмовима Новог таласа 1960-их, а да би 1970-их постао звезда акционих филмова. Првобитно повезан са Новим таласом 1960-их, био је водећа француска филмска звезда неколико деценија од 1960-их надаље. Његове најпознатије заслуге укључују Без даха (1960), Тај човек из Рија (1964), Луди Пјеро (1965), Борсалино (1970) и Професионалац (1981). Био је најзначајнији по портретисању полицајаца у акционим трилерима и постао је познат по својој неспремности да се појављује у филмовима на енглеском језику, упркос томе што му се Холивуд додворивао. Неоспорни шампион у благајнама попут Луја де Финеса и Алена Делона из истог периода, Белмондо је привукао скоро 160 милиона гледалаца у својој 50-годишњој каријери. Између 1969. и 1982. играо је четири пута у најпопуларнијим филмовима године у Француској: Мозак (1969), Страх над градом (1975), Животиња (1977), Ас асова (1982). У то време га је престигао само Луј де Финес.
Током своје каријере звали су га француским панданом глумаца као што су Џејмс Дин, Марлон Брандо и Хамфри Богарт. Описан као икона и национално благо Француске, Белмондо је виђен као утицајни глумац француске кинематографије и важна личност у обликовању европске кинематографије. Године 1989, Белмондо је освојио награду Цезар за најбољег глумца за своју улогу у План пута размаженог детета. Током своје каријере био је номинован за две BAFTA награде. Године 2011, а затим 2017. добио је награду за животно дело: Златну палму током Канског филмског фестивала и почасну награду 42. Цезар.

## Рани живот
Жан Пол Белмондо је рођен у Неји на Сени, предграђу Париза, 9. априла 1933. године. Белмондов отац, Пол Белмондо, био је франкоалжирски вајар који је рођен у Алжиру мада италијанског порекла, чији су родитељи имали сицилијанске и пијемонтске корене. Његова мајка, Сара Рено-Ришард, била је сликарка. Као дечак, био је више заинтересован за спорт него за школу, развијајући посебно интересовање за бокс и фудбал.
Белмондо је дебитовао у аматерском боксу 10. маја 1949. у Паризу када је нокаутирао Ренеа Демареа у једној рунди. Белмондова боксерска каријера је била непоражена, али кратка. Освојио је три узастопне победе нокаутом у првој рунди од 1949. до 1950. године. „Застао сам када је лице које сам видео у огледалу почело да се мења“, рекао је касније.
Одслужио је Националну службу у Француској северној Африци, али се ударио кундаком пушке да би окончао војни рок.
Белмондо је био заинтересован за глуму. Његове касне тинејџерске године провео је у приватној драмској школи и почео је да изводи комедијске скечеве у провинцији. Студирао је код Рејмона Жироа, а затим је са двадесет година похађао Конзерваторијум драмских уметности. Ту је студирао три године. Вероватно би добио награду за најбољег глумца, али је учествовао у скечу који је исмевао школу, што је увредило жири; ово је резултирало његовим јединим почасним признањем, „што је умало изазвало неред међу његовим разјареним колегама студентима“ у августу 1956, према једном извештају. Инцидент је доспео на насловне стране.

## Каријера

### 1950-е
Белмондова глумачка каријера почела је 1953. године, са два наступа у Театру де л'Атеље у Паризу у представама Меде Жана Ануја и Заморе Жоржа Невоа. Белмондо је почео да обилази провинције са пријатељима укључујући Ани Жирардо и Гај Бедос.
Белмондо се први пут појавио у кратком Молијеру (1956). Његова прва филмска улога била је сцена са Жан-Пјером Каселом у филму Пешке, на коњу и на точковима (1957), која је изрезана из финалног филма; међутим, имао је већу улогу у наставку Пас, миш и Спутњик (1958).
Белмондо је имао малу улогу у комедији Буди лепа, али умукни (1958), појавивши се са Аланом Делоном,, након чега је уследила улога гангстера у Младим грешницима (1958), у режији Марсела Карна.
Белмондо је подржао Бурвила и Арлети у Недељном сусрету (1958). Жан-Лик Годар је режирао у кратки филм Шарлота и њен дечко (1958), где је Белмондов глас синхронизовао Годар након што је Белмондо регрутован у војску. У оквиру обавезне војне службе, шест месеци је служио у Алжиру као редов.
Белмондова прва главна улога била је у Недељним пријатељима (1958).
Имао је споредну улогу у Анђелу на точковима (1959) са Роми Шнајдер, а затим се појавио у Мрежи страсти (1959) за Клода Шаброла. Играо је Д'Артањана у филму Три мускетара (1959) за француску телевизију.

### 1960-е
Белмондо је глумио у Узмите у обзир све ризике (1960), гангстерској причи са Лином Вентуром. Затим је играо главну улогу у филму Без даха (À bout de souffle', 1960) Жан-Лука Годара, што га је учинило главном фигуром у француском новом таласу.
Без даха је био велики успех у Француској и иностранству и лансирао је Белмонда на међународном плану и као лице новог таласа – иако, како је рекао, „не знам шта то значи“ када су људи користили тај израз. Према речима Њујорк Тајмса, то је довело до тога да је имао „више глумачких задатака него што може да обави“.
Пратио је то филмом Заробљени страхом (1960), затим италијанским филмом Писма почетника (1960). Са Жаном Моро и редитељем Питером Бруком снимио је Седам дана... Седам ноћи (1961) који је касније назвао „веома досадним”.
Белмондо се појавио као жиголо у антологијском филму Љубав и Францускиња (1960). Затим је снимио два италијанска филма, подржавајући Софију Лорен у Две жене (1961) као сеоског дечака са наочарима („Можда ће разочарати оне који су ме класификовали“, рекао је Белмондо. „Али тим боље.“) , затим уз Клаудију Кардинале у Љубавницима (1961).
Две жене и Без даха су били широко виђени у Сједињеним Државама и Великој Британији. Године 1961. Њујорк Тајмс га је назвао „најимпресивнијим младим француским глумцем од доласка покојног Жерара Филипа“.
Поново се ујединио са Годаром за Жена је жена (1961) и направио још једну антологијску комедију свих звезда, Познате љубавне везе (1961).
Касније је глумио у филозофском филму Жан-Пјера Мелвила Леон Морин, Свештеник (1961), глумећи свештеника. Био је гангстер у пензији у филму Човек по имену Рока (1962), а затим је имао велики хит са мегданџијom Картушом (1962), у режији Филипа де Брокa. Популаран је био и рад Мајмун узиму (1962), комедија у којој су он и Жан Габен играли алкохоличаре.